# Lipogramma rosea
Lipogramma rosea är en fiskart som beskrevs av Gilbert, 1979. Lipogramma rosea ingår i släktet Lipogramma och familjen Grammatidae. Inga underarter finns listade i Catalogue of Life.